# John Boyd Dunlop
John Boyd Dunlop (Dreghorn, 5 febbraio 1840 – Dublino, 23 ottobre 1921) è stato un inventore e chirurgo britannico, fondatore della omonima società produttrice degli pneumatici Dunlop Pneumatic Tyre Company.

## Biografia

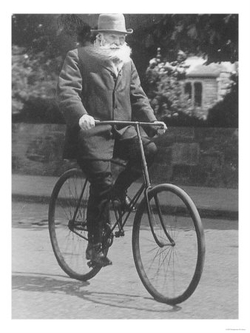
John Boyd Dunlop in sella a una bicicletta equipaggiata con i suoi pneumatici.

Nato in una fattoria a Dreghorn, nel nord  Ayrshire, studiò chirurgia veterinaria al Dick Vet, all'Università di Edimburgo, intraprendendo in seguito la professione per quasi dieci anni. Nel 1867 si trasferì a Downpatrick in Irlanda; qui aprì la Clinica veterinaria "Downe" con il fratello James prima di trasferirsi al numero 38-42 di May Street di Belfast. Fu un buon amico della Regina Vittoria.
Nel 1887 sviluppò il primo prototipo di ruota pneumatica per il triciclo che suo figlio di nove anni usava per andare a scuola. Ebbe l'idea di circondare le ruote con della gomma, per migliorarne il comfort, la velocità e l'aderenza sulle strade sconnesse di Belfast, Irlanda. Dapprima provò con un disco di legno di 96 cm di diametro, avvolgendolo con un tubo di fogli di gomma gonfiato d'aria.
Poi prese una ruota di metallo del triciclo del figlio e la fece rotolare nel cortile. Dunlop montò gli pneumatici sulle ruote posteriori del triciclo. Notò che la cosa funzionava e fece la stessa cosa con una bicicletta "con risultati ancora più sorprendenti". Provò il sistema presso il campo sportivo di Cherryvale. Dopo una fase di studio ne depositò il brevetto il 7 dicembre 1888. 
Willie Hume dimostrò la supremazia delle ruote Dunlop nel 1889, vincendo gare in Irlanda e Inghilterra. Il capitano della Belfast Cruisers Cycling Club comprò per primo una bicicletta con tali ruote, Dunlop suggerì di usarla in gara. Il 18 maggio 1889 Hume vinse tutte e quattro le gare della Queen's University Belfast Sports di Belfast e più tardi a Liverpool.
Tuttavia, due anni dopo l'ottenimento del brevetto, Dunlop fu informato ufficialmente che lo stesso gli era stato revocato in seguito a verifiche più approfondite. Era infatti emerso che quarant'anni prima l'inventore scozzese Robert William Thomson di Stonehaven, aveva già brevettato un'idea analoga in Francia nel 1846 e negli Stati Uniti nel 1847.
A Dunlop spetta comunque il merito della creazione della moderna gomma pneumatica gonfiabile come la conosciamo nel ventunesimo secolo. Gli sviluppi che Dunlop mise a punto sulle ruote pneumatiche arrivarono in un momento cruciale per l'evoluzione del trasporto stradale. La prima fabbrica fu operativa a Dublino nel 1890, seguita l'anno seguente da una seconda a Belfast dove iniziò anche la commercializzazione del prodotto. In seguito Dunlop cedette il suo brevetto a William Harvey Du Cros, in cambio di 1500 azioni della compagnia appena fondata. Nel complesso egli non riuscì a fare grande fortuna dalla propria invenzione. Morì a Dublino nel 1921 e venne sepolto al Deans Grange Cemetery.

## Onorificenze
L'immagine di Dunlop è sulle banconote da 10 £ della Northern Bank in circolazione in Irlanda del Nord.